# Agenti
Agenti je tretji in zadnji studijski album ljubljanske punk skupine Racija, izdan leta 1999 pri založbi Hočem bit bogat Records. Pesem »Miša Molk« se imenuje po Miši Molk, slovenski televizijski voditeljici.

## Seznam pesmi
Vse pesmi sta napisala Jure Engelsberger in Miha Zbašnik.
| Št. | Naslov             | Dolžina |
| --- | ------------------ | ------- |
| 1.  | „Junaki‟           | 3:50    |
| 2.  | „Miša Molk‟        | 2:09    |
| 3.  | „Rumeni karton‟    | 2:40    |
| 4.  | „Agenti‟           | 2:39    |
| 5.  | „Kje si Esad?‟     | 2:06    |
| 6.  | „Detergent‟        | 2:04    |
| 7.  | „Beograjski smoki‟ | 3:58    |
| 8.  | „Na avtobusu‟      | 2:40    |
| 9.  | „Klic ob 00:20‟    | 2:20    |
| 10. | „Spomin na R. A.‟  | 2:26    |

## Zasedba

### Racija
- Marko Vogrinc ("Mare") — vokal
- Jure Engelsberger ("Engels") — kitara
- Matija Kočevar ("Kočo") — bobni
- Miha Zbašnik ("Zbašnik") — bas kitara

### Ostali
- Aleš Dvořák — produkcija